# Chrysoesthia sexguttella
Chrysoesthia sexguttella là một loài bướm đêm thuộc họ Gelechiidae. Loài này có ở khắp châu Âu và khu vực đông bắc của Bắc Mỹ, ở đó nó có thể là một loài được du nhập.
Sải cánh dài 8–10 mm. Con trưởng thành bay từ tháng 5 đến tháng 6 và again từ tháng 8 đến tháng 9. Có hai lứa trưởng thành một năm.
Ấu trùng ăn lá cây của các loài Atriplex (bao gồm các loài Atriplex cakotheca, Atriplex hastata, Atriplex hortensis, Atriplex littoralis, Atriplex prostrata, Atriplex nitens, Atriplex patula và Atriplex sibirica), Chenopodium (bao gồm Chenopodium album, Chenopodium bonus-henricus, Chenopodium giganteum, Chenopodium glaucum, Chenopodium hybridum, Chenopodium murale, Chenopodium opulifolium, Chenopodium polyspermum, Chenopodium quinoa, Chenopodium urbicum và Chenopodium vulvaria), Amaranthus blitum, Amaranthus caudatus, Bassia scoparia và Spinacia. 

## Hình ảnh

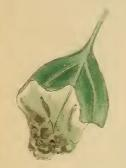
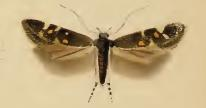
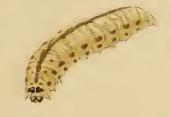